# Denis Castellas
Pour les articles homonymes, voir Castellas.
Denis Castellas est un artiste peintre, dessinateur, graveur et sculpteur français né le 25 juillet 1951 à Marseille. Il vit et travaille à Nice et à New York.

## Biographie
Présentant dans sa première exposition de 1974 des tableaux  de petits formats constitués de croix monochromes qu'il évoque lui-même comme « traversés par des références à l'art de l'époque » (il percevra rétrospectivement ces premiers travaux comme proches de Roman Opalka), Denis Castellas n'en est pas moins totalement figuratif dans sa deuxième exposition, chez Anne et Jean-Pierre Roger à Nice en 1976. Il est ainsi remarqué comme appartenant à la génération française située entre Supports/Surfaces et la Nouvelle figuration des années 1980. Dans son approche de ce dernier mouvement, en 1982, Pierre Cabanne souligne « les perceptions plus sensibles de Denis Castellas » qu'il oppose ainsi, en même temps que Patrick Lanneau, « à la violence d'expression insolente et braillarde de Robert Combas, de Rémi Blanchard, d'Hervé di Rosa ou du groupe "En Avant comme Avant" ».

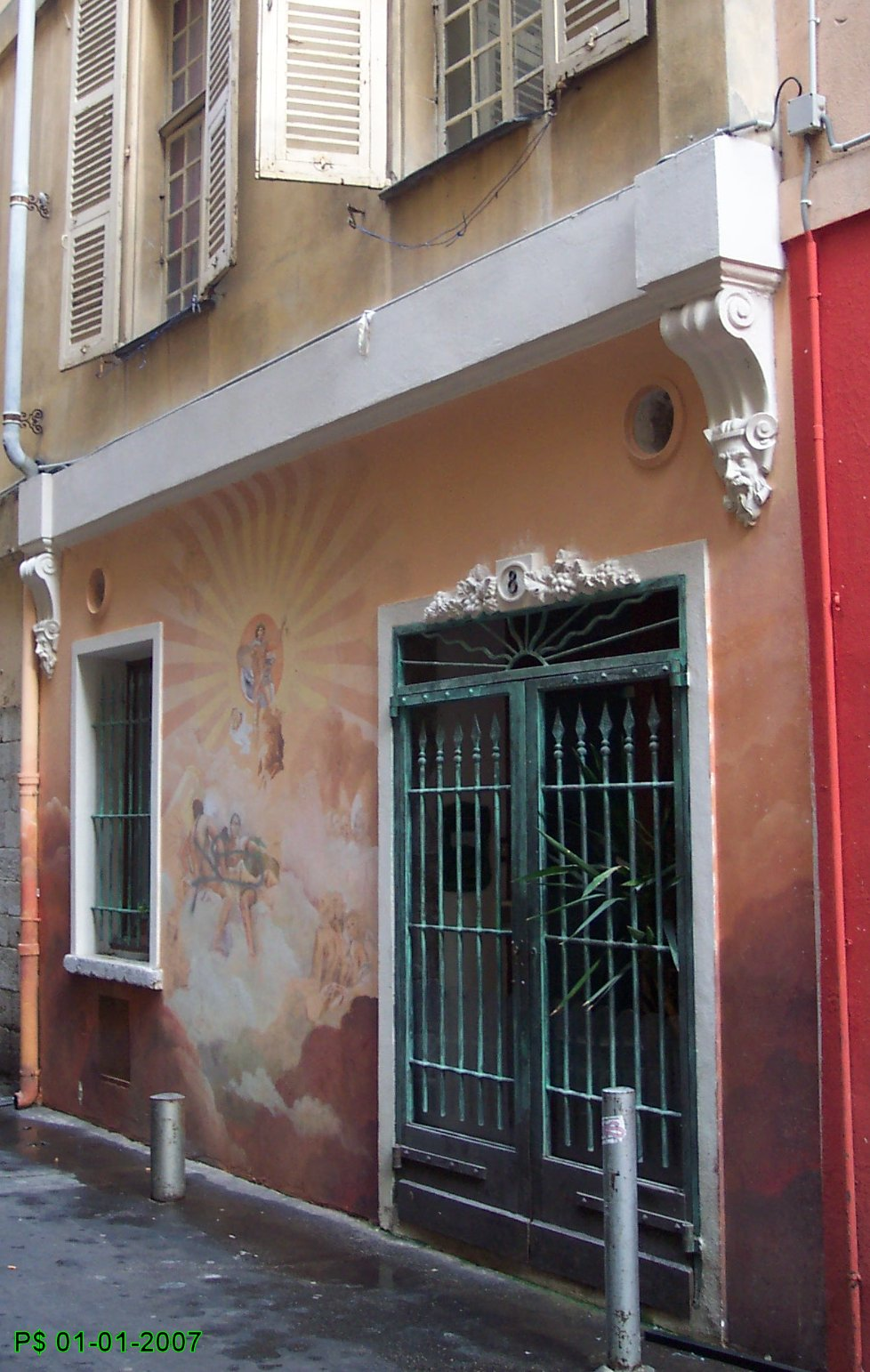
8, rue Saint-Vincent, Nice

Il fait partie en 1980, avec notamment Henri Fabregat, Frédéric Fenollabbate, Claude Goiran, Patrick Lanneau, Gérard Serée (en) et Gérald Thupinier, du collectif de jeunes artistes qui fonde au n°8 de la rue Saint-Vincent, à Nice, le groupe dit « l'Atelier ».
C'est pour sa part dès 1983 que Gérard Xuriguera positionne Denis Castellas, avec notamment Pierre Buraglio, Dominique Thiolat, Lionel Godart, Tony Soulié, Marcel Alocco, Christian Sorg, Christian Bonnefoi, Pierrette Bloch, Patrick Lanneau, Jean Mazeaufroid, Jean-Paul Huftier et Laura Lamiel, parmi les artistes émergents qui s'inscrivent dans le renouveau de l'art abstrait en obéissant « à des pulsions et à des savoirs qui ne sont plus symboliques, puisqu'ils entendent démonter les mécanismes de la peinture, où l'idéologie n'interfère peut-être plus, où les sentiers tortueux de la théorie ne sont peut-être plus aussi contraignants, mais tous ont conscience d'appartenir à une génération qui a eu le mérite de poser des questions nécessaires et essentielles à l'objet de leur représentation ».

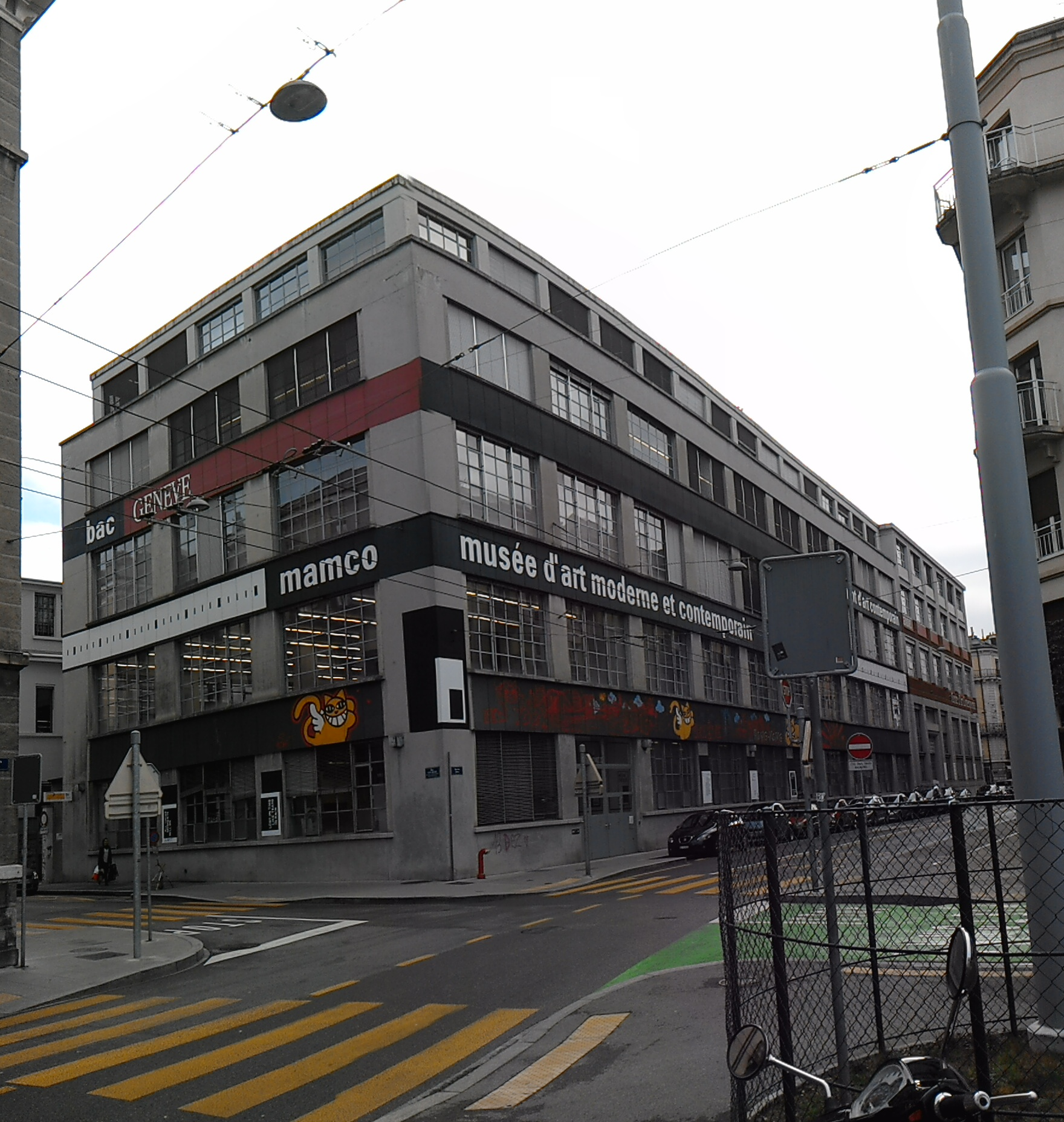
Musée d'Art moderne et contemporain, Genève

L'exposition que lui consacre en 2009 le Musée d'Art moderne et contemporain de Genève restitue que, des années 1980 à la fin des années 1990, « il utilise toutes sortes de supports et de matériaux (feuilles, toiles, panneaux en bois, objets récupérés…) pour produire des constructions fragiles, bricolées, des pièces bien souvent fragmentaires marquées du sceau de l'inachèvement, voire de la destruction ». Il se recentre ensuite exclusivement vers la peinture.
À partir de 2010 où il passe une année entière à New York avec le soutien de la Triangle Arts Association et de l'ambassade de France et où il connaît sa première exposition personnelle aux États-Unis,, sa vie se partage entre deux ateliers situés à Nice et à Brooklyn.
Si une large période de son œuvre s'étend jusqu'en 2012 sur le thème des personnages et de l'effacement, Denis Castellas propose ensuite un travail plus abstrait qui lui offre de confirmer à Clément Coutelle : « j'ai éliminé les personnages de mes œuvres. Je souhaitais enlever cet aspect psychologique. Quand on regarde les personnages, on oublie de regarder la peinture ».

## Contributions bibliophiliques
- Le théorème décalé, portfolio 6 pages rehaussées à l'aquarelle comprenant 34 gravures et 17 textes, 30 exemplaires numérotés et signés, atelier Pascal Paradis, Nice, 1971.
- 1, 2, 3 Rimbaud (avec Jacques Demarcq), portfolio d'estampes, 40 exemplaires numérotés, 2009.

## Expositions

### Expositions personnelles

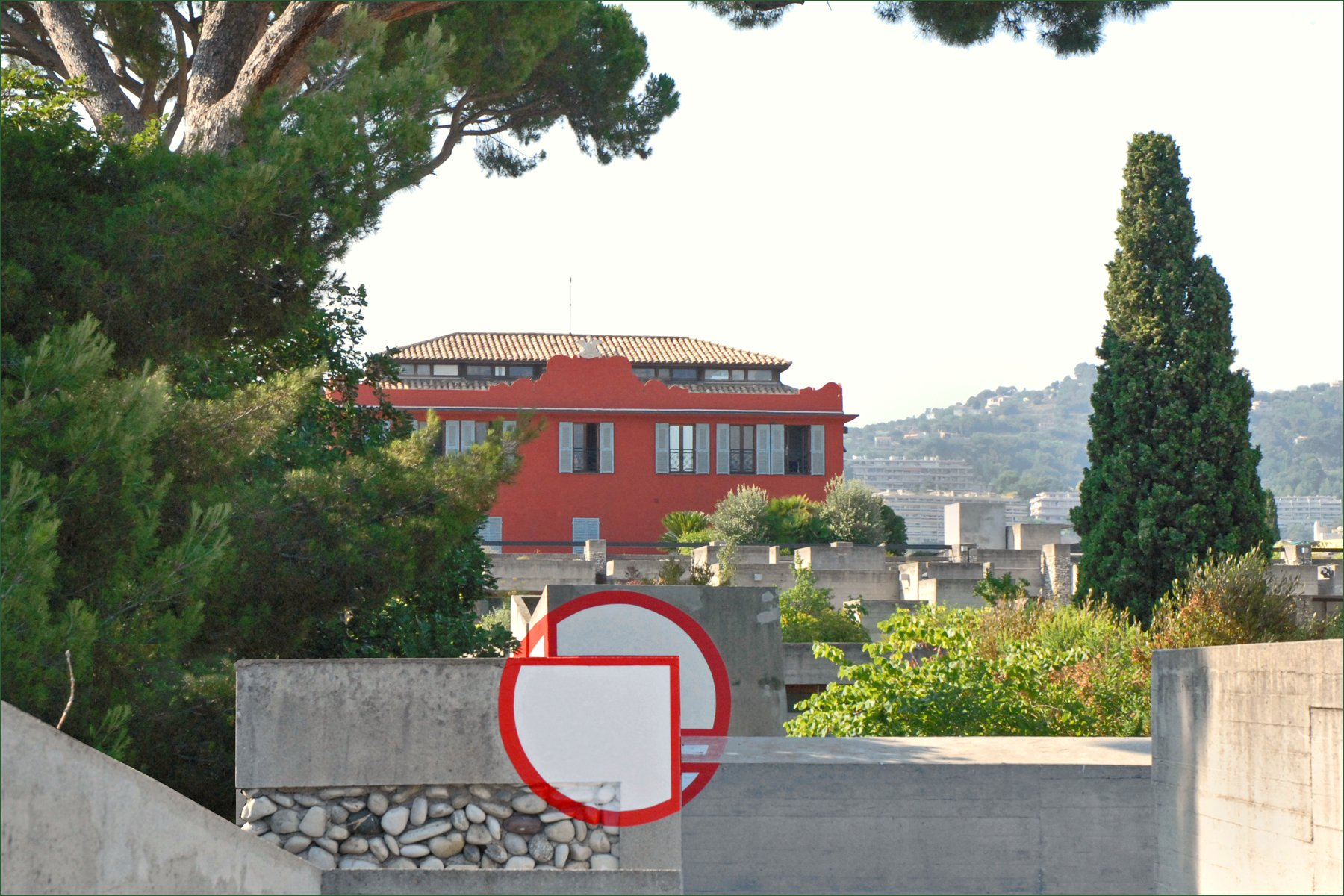
Villa Arson, Nice

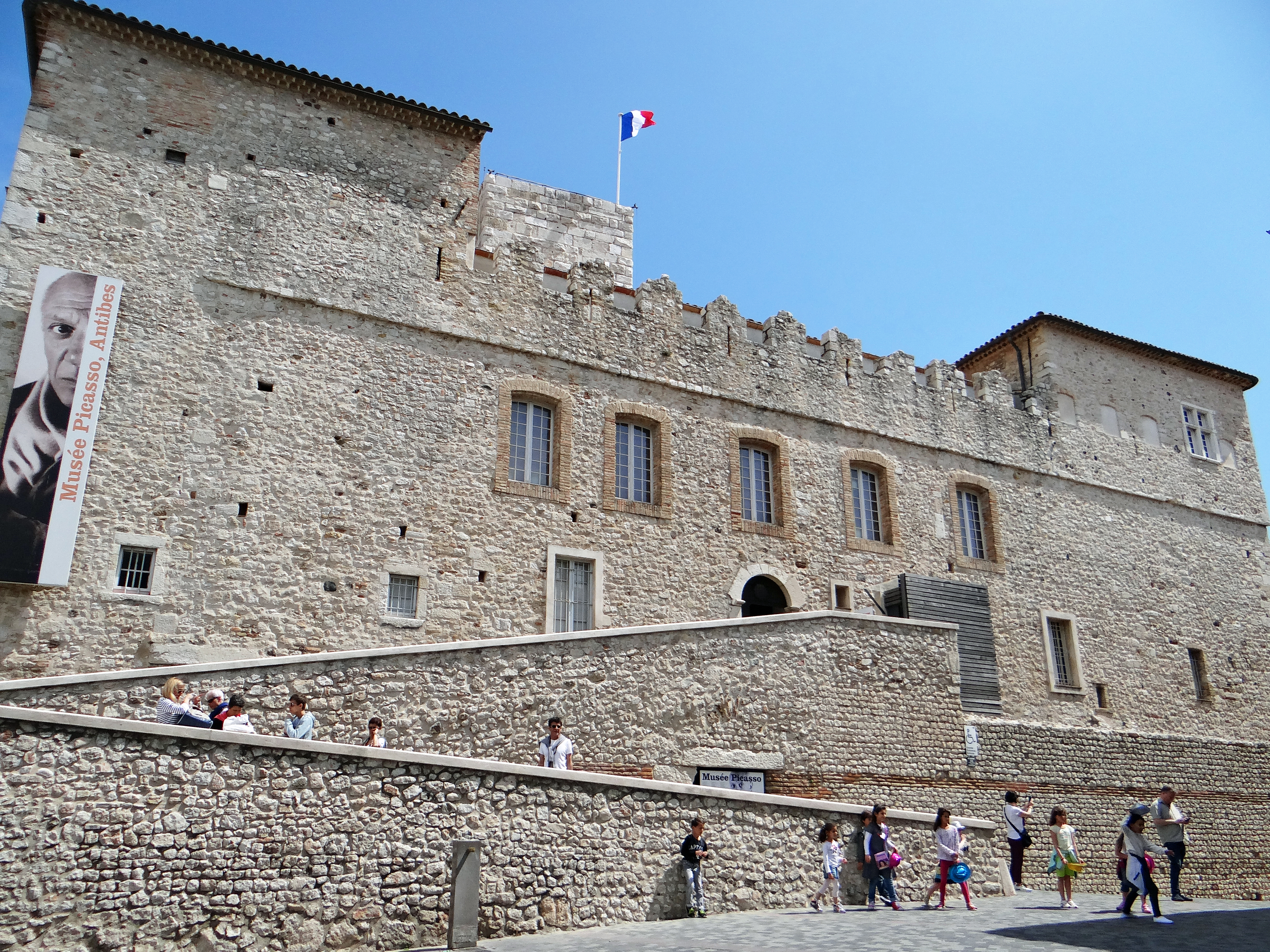
Musée Picasso, Antibes

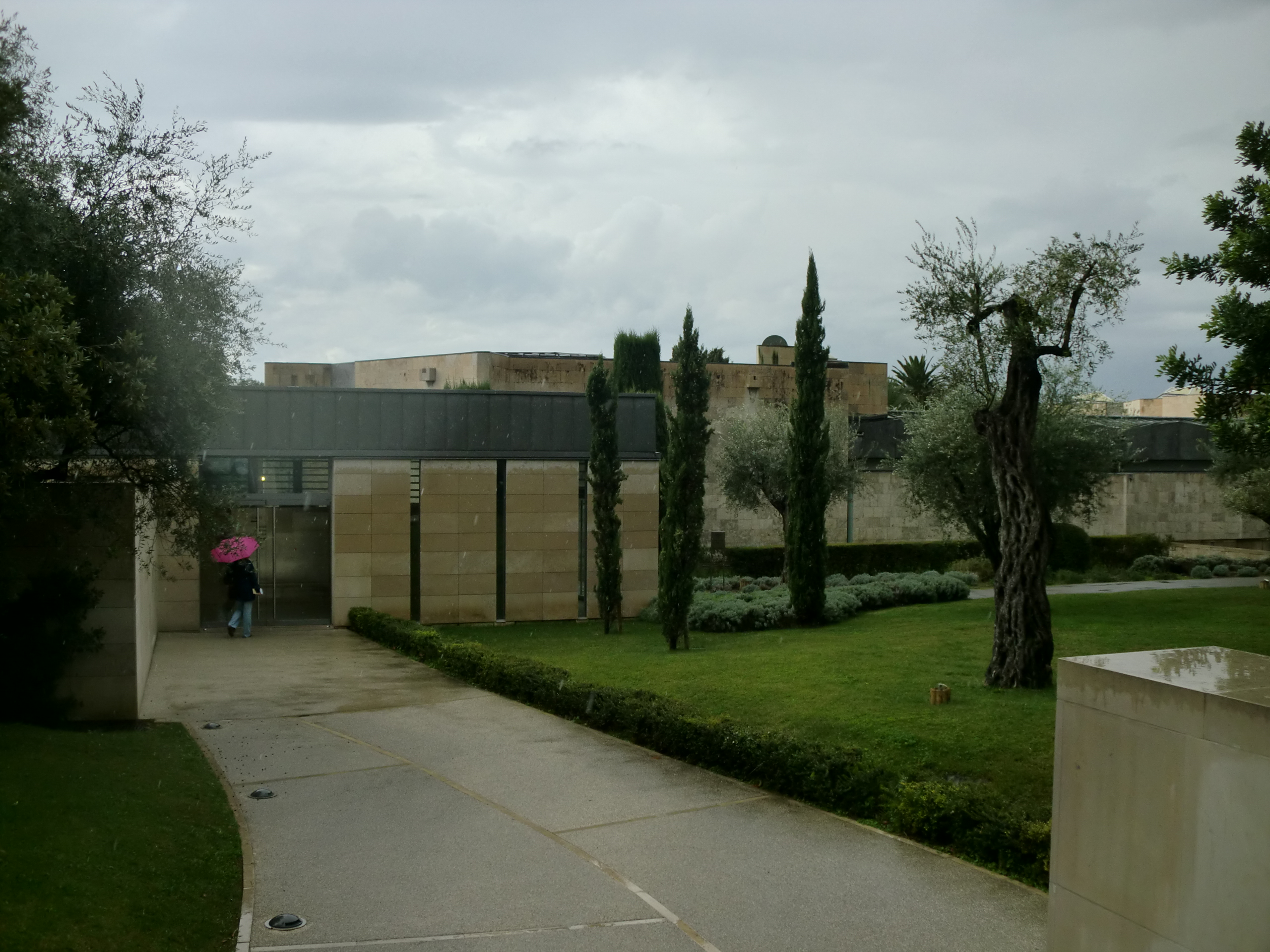
Musée national Marc-Chagall, Nice

- Musée d'art moderne et d'art contemporain de Nice, 1980.
- Galerie Anne Roger, Nice, 1981[11].
- Galleria del Academia, Bologne, 1981.
- Galerie Françoise Palluel, Paris, 1982[11].
- Galerie communale San Pietro Terme, Bologne, 1986[11].
- Galerie Latitude, Nice, décembre 1988 - janvier 1989[11].
- Villa Arson, Nice, mai-juin 1989, mai-juin 1995[12].
- Galerie Jean-François Dumont, Bordeaux, 1989, 1995, 1997[11].
- Galerie Charles Cartwright, Gand, 1989, 2003.
- Galerie Christiane Chassay, Montréal, 1992.
- Denis Castellas - Retour de rêves, La Criée, Rennes, 1993.
- Musée Picasso, Antibes, avril-juin 1999[13].
- Fonds régional d'art contemporain de Bourgogne, Dijon, septembre-octobre 1999.
- Galerie du Carrousel, Paris, 2000.
- Galerie Vasistas, Montpellier, 2002[14].
- La Chaufferie, galerie de l'École supérieure des arts décoratifs de Strasbourg, novembre 2003 - janvier 2004[15].
- Galerie Catherine Issert, Saint-Paul-de-Vence, avril-mai 2006[16].
- Galerie Éric Mircher, Paris, juin-juillet 2007[17], mai-juillet 2008[18].
- Denis Castellas - The Trouble with bubbles, Musée d'Art moderne et contemporain, Genève, juin-septembre 2009[1].
- Parker's Box Gallery, Brooklyn, New York, octobre-décembre 2010[8].
- Galerie Ceysson-Bénétière, Saint-Étienne, février-mars 2012[19], juin-juillet 2021.
- Galerie Bernard Ceysson, Genève, mars 2013[20].
- Galerie Ceysson-Bénétière, Genève, 2013[21].
- Musée national Marc-Chagall, Nice, juin-octobre 2014[22],[23],[24].
- Galerie Bernard Ceysson, Saint-Étienne, janvier-mars 2015[10].
- École supérieure d'art et design de Valence, novembre 2015[25].
- Galerie Ceysson-Bénétière, Koerich (Luxembourg), février-mars 2018[26],[27],[28].
- Théâtre des 13 vents, Montpellier, décembre 2018.
- Galerie Porte avion, Marseille, 2018, août-octobre 2019[29].
- Vitrine régionale d'art contemporain, Millau, septembre-novembre 2019[30],[31].
- Galerie Ceysson et Bénétière, New York, décembre 2019 - janvier 2020[21].
- Galerie Ceysson et Bénétière, Saint-Étienne, juin-juillet 2021[32].

### Expositions collectives

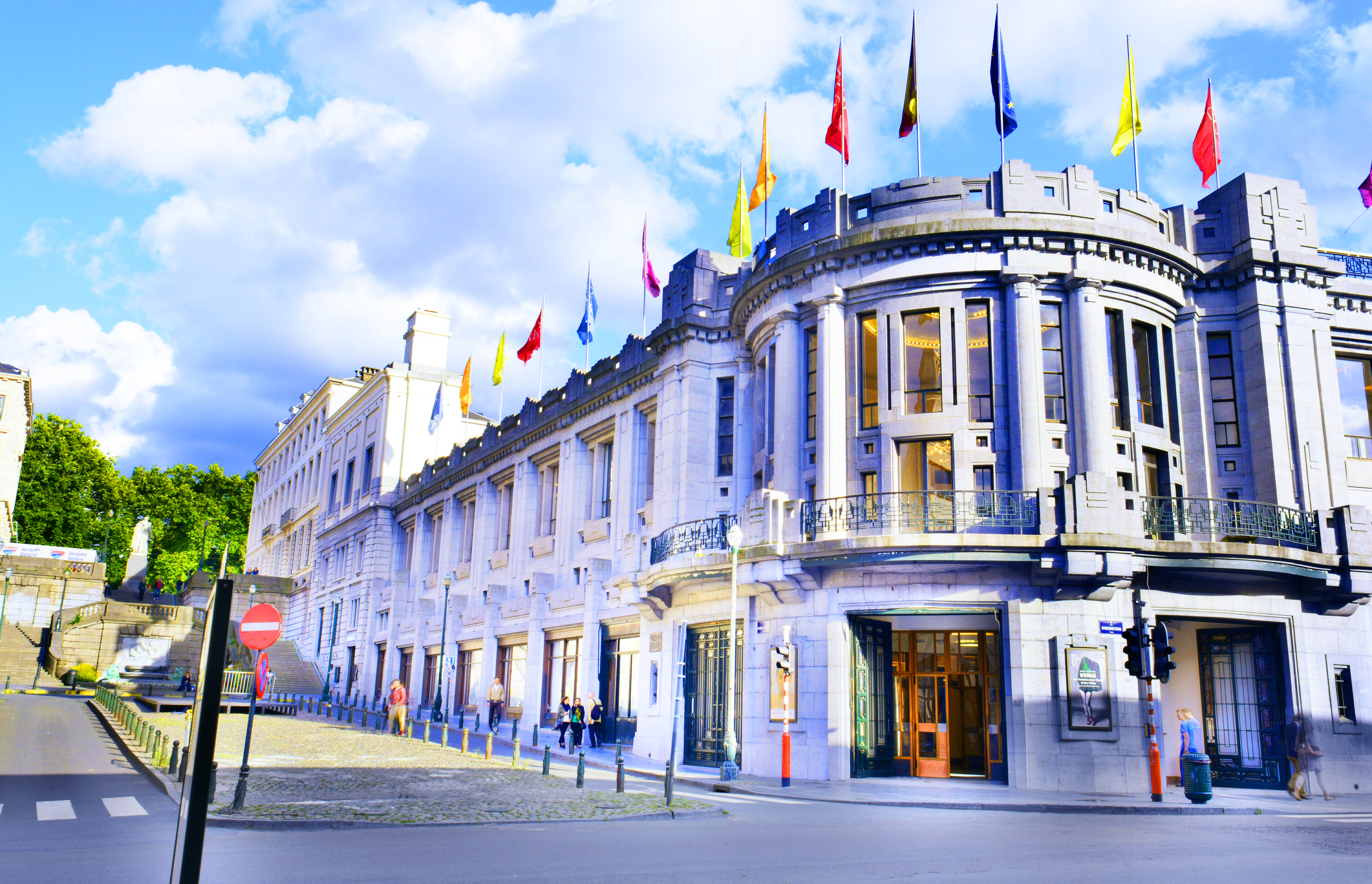
Palais des Beaux-Arts, Bruxelles

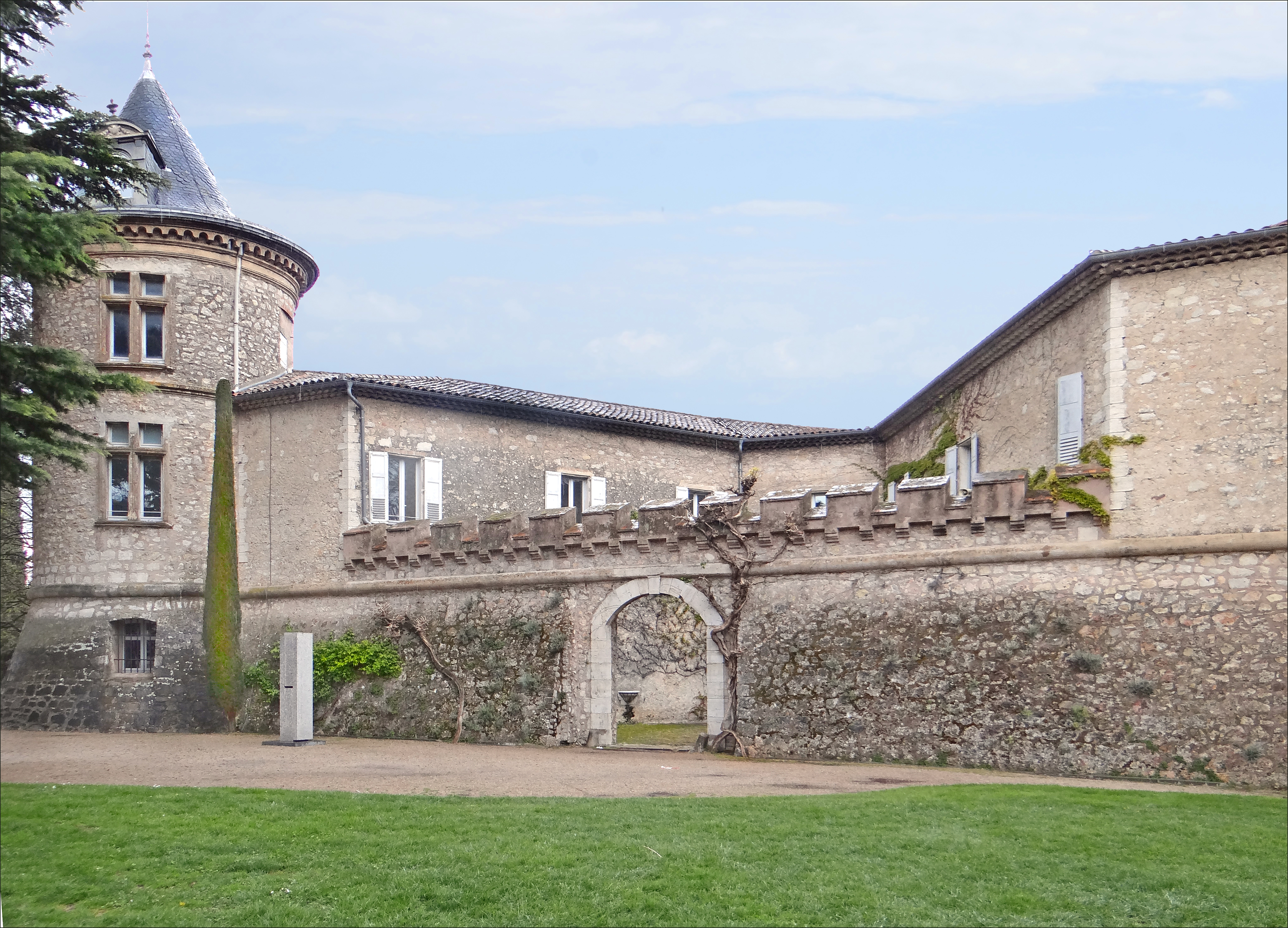
Espace de l'art concret, Château de Mouans

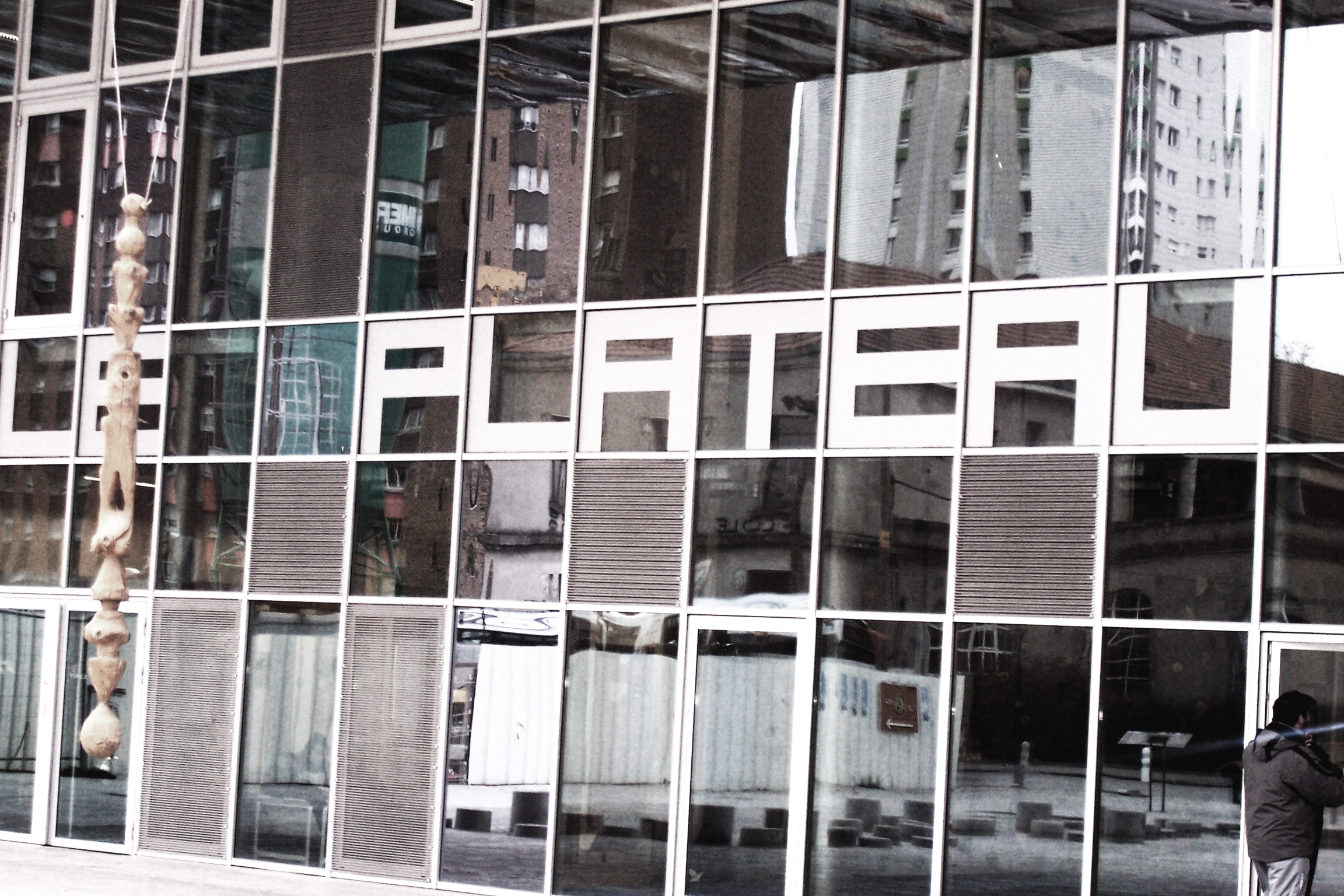
Le Plateau (FRAC Île-de-France), Paris

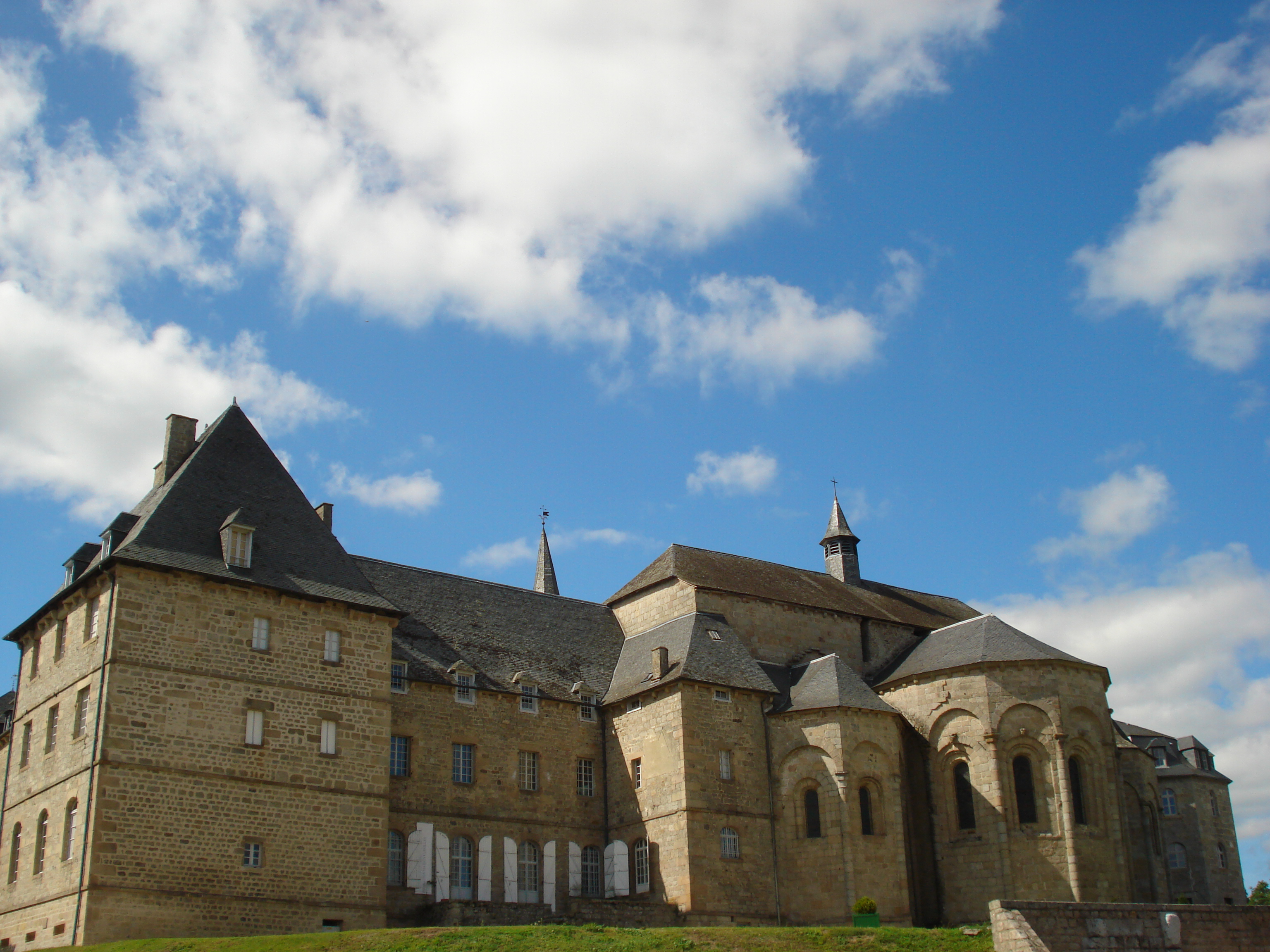
Abbaye Saint-André de Meymac

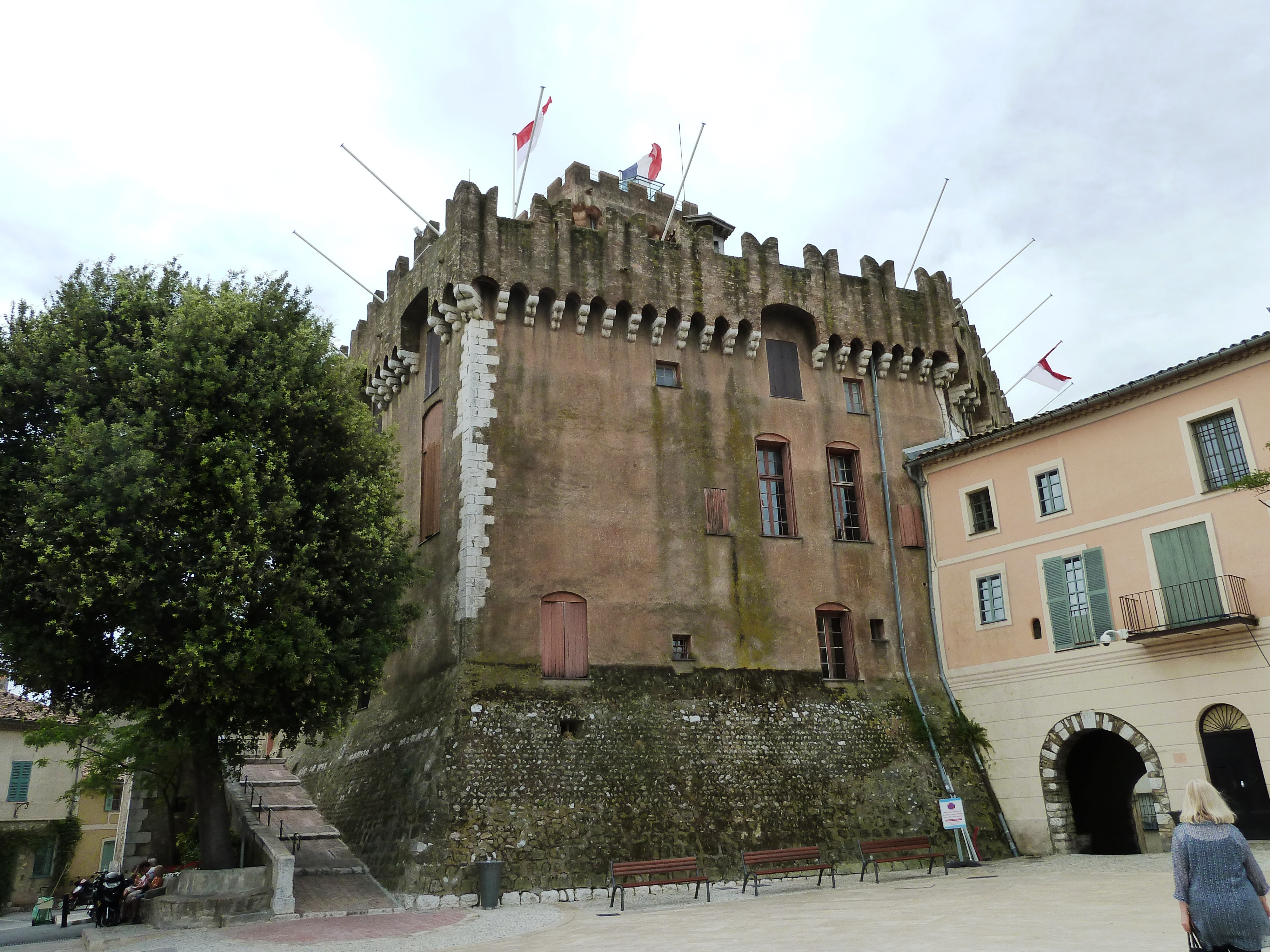
Château Grimaldi, Cagnes-sur-Mer

Fondation Maeght, Saint-Paul-de-Vence

- Chez Malabar et Cunégonde, Nice, 1974[33].
- Grands formats, Galerie Anne Roger, Nice, 1976.
- Dessin'Nice, Galerie Calibre 33, Nice, 1980.
- Galerie Françoise Palluel, Paris, 1981.
- Biennale de Tours, 1985.
- Denis Castellas, Vivien Isnard, Galerie des Beaux-Arts, Nantes, 1986.
- Jean Azemard, Denis Castellas, Galerie Carreton-Laune, Nîmes, 1988.
- Lointains imaginaires, Galerie Latitude, Nice, 1990.
- Biennale de Lyon, 1991.
- Denis Castellas, Fabrice Hybert, Jean Laube, ateliers Lorette, Marseille, 1993.
- Un siècle d'arpenteurs - Les figures de la marche de Warhol à Naumann, Musée Picasso, Antibes, 2000.
- Voici - Cent ans d'art contemporain, palais des Beaux-Arts de Bruxelles, 2001.
- Tableaux-écrans, Galerie des Filles du calvaire, Paris, mars-avril 2005[34].
- Présences contemporaines 2 - Œuvres de la collection du FRAC Provence-Alpes-Côte d'Azur Bibliothèque universitaire de Nice, août 2006 - juin 2007[3].
- Silhouettes, Musée régional d'Art contemporain Occitanie, Sérignan, janvier-mars 2008[35],[36].
- Le travail de rivière, Crédac, centre d'art contemporain d'Ivry-sur-Seine, février-mars 2009[37].
- La sculpture autrement, Eco'Parc, Mougins, juin-octobre 2011[38].
- Collectionneurs en situation, Espace de l'art concret, château de Mouans, Mouans-Sartoux, juin-octobre 2011[39].
- L'art contemporain et la Côte d'Azur - La peinture en avant, Musée d'Art moderne et d'Art contemporain de Nice, juin-novembre 2011[40].
- Les collections du Musée d'Art moderne et d'Art contemporain de Nice, Galerie des Ponchettes, Nice, novembre 2011[41].
- E-motion : le regard d'un collectionneur : Bernard Massini, Fondation Maeght, Saint-Paul-de-Vence, janvier - mars 2013[42],[43].
- Seize artistes, années 89, CirCa, Arles, avril-juin 2013[44].
- Un regard sur la collection du musée d'art contemporain, École supérieure des beaux-arts de Nîmes, juin-octobre 2013.
- Un mural, des tableaux, Le Plateau (FRAC Île-de-France), Paris, janvier-avril 2015[45].
- 5/5 - Œuvres de la collection du FRAC Île-de-France, Le Carré, Vincennes, février 2016[46].
- Exposition de l'UNAM, galerie d'art contemporain de palais de l'Europe, Menton (Alpes-Maritimes), mai 2016[47].
- Non figuratif - Un regain d'intérêt ?, abbaye Saint-André de Meymac, juillet 2016.
- Impressions d'ateliers - La création contemporaine sur la Côte d'Azur, château Grimaldi, Cagnes-sur-Mer, septembre 2016 - janvier 2017[48].
- La peinture à l'huile, c'est bien difficile, FRAC Occitanie, Montpellier, novembre 2016.
- Le palais Lascaris revisité, palais Lascaris, Nice, septembre 2017 - avril 2018[49].
- Galerie Catherine Issert, Saint-Paul-de-Vence, décembre 2017 - janvier 2018 (Collection de dessins), décembre 2020 - mars 2021 (La possibilité d'une collection), juin-août 2021 (Figures).
- Denis Castellas, Joe Fyfe, Sherman Sam, Galerie Ceysson et Bénétière, Koerich, février-mars 2018[50],[51].
- L'esprit d'une collection, les donateurs, Fondation Maeght, Saint-Paul-de-Vence, décembre 2018 - juin 2019[52].
- Inépuisable bestiaire - Œuvres de la collection du FRAC, Centre culturel de Saint-Raphaël (Var), janvier-mars 2019[53].
- Collection Nina et Jean-Claude Mosconi - Une affaire de passion, Maison Zervos, Vézelay, juin-septembre 2019[54].
- Provence - Côte d'Azur, Maison des Arts de Créteil, 2020.
- La partie reversée - Œuvres de la collection du FRAC Bourgogne, Halle 38, ateliers de la ville de Dijon, juin-août 2020[55].

## Citations

### Dits de Denis Castellas
- « Les tâches peuvent être des fleurs, des planètes ou des masques. Les choses ne sont pas forcément ce que l'on croit. L'inconscient joue beaucoup. Je ne peins pas la peinture, l'important c'est ce que l'on est. Ces points sont comme une ponctuation dans l'espace. J'aime l'idée de hasard. Je me laisse porter par les sentiments, les sensations, sans aucune théorisation. » - Denis Castellas[10]
- « Les sujets n'ont pas d'importance, ils ne donnent pas de sens, ce sont des vecteurs. Picasso disait : "un tableau, c'est de la poésie non avec des mots, mais avec des signes". Comme les ombres chinoises qui creusent la toile, que ce soit le propre profil de l'artiste ou celui de Cézanne, ils donnent un point d'accroche à l'aventure créative. » - Denis Castellas[32]

### Réception critique

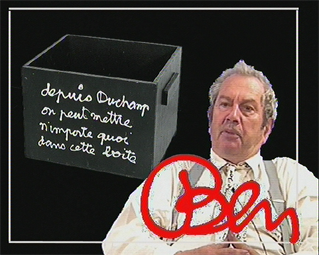
Ben

- « De tous temps, le travail de Castellas a contenu des provocations : "je peins des petits dessins figuratifs parce que vous n'en voulez pas". Mais je crois que son propos se situe plus entre David Hockney et Martial Raysse que vers Rainer Fetting et Julian Schnabel. Depuis 1979, le travail de Castellas s'est affirmé tout en gardant son esprit de provocation et sa veine romantique. Ses grandes toiles romantiques dont, par exemple, Françoise assise dans un fauteuil, me semblent très personnelles. » - Ben[56]
- « Un artiste qui a de l'or dans les doigts et des fantômes dans la tête. » - Thierry de Duve[57]
- « L'œuvre de Castellas est protéiforme : de petites constructions de métal et de papier voisinent avec de grandes feuilles de papier kraft et de grands panneaux de bois. L'extrême dénuement, la fragilité et le peu de moyens sont une constante des travaux, parfois éclairés du visage d'artistes comme Proust, Mapplethorpe ou Mozart. » - Dictionnaire Bénézit[11]
- « Il y a du fantôme en Denis Castellas et du fantomatique dans sa peinture. Né en 1951 à Marseille, vivant à Nice, il expose de temps en temps, sans souci de stratégie. Même liberté dans ses toiles. Les dernières ont pour sujet les jambes des femmes, des buveurs ou le Songe d'une nuit d'été. Cette œuvre semble en effet écrite pour lui : joueuse étrange, elle pirouette du pathétique au burlesque, et Shakespeare y revêt de costumes de fantaisie des vérités de moraliste. Castellas sait aussi se montrer léger et pénétrant. Ses buveurs, au premier regard, n'évoquent que la mondanité, mais se révèlent les tristes incarnations de l'hébétude et de l'ennui. Ils sont tout juste esquissés et cela suffit. Les jambes des belles ne s'attachent à aucun corps : elles passent comme dans un rêve érotique fragile. Quant aux toiles d'après le Songe, Castellas s'y délecte de figures en costumes d'époque, de cuirasses et de draperies qui n'enveloppent que le vide. » - Philippe Dagen[17]
- « Son iconographie éclectique résonne d'images faussement anodines et de souvenirs d'enfance parfois travestis par des références à l'histoire de l'art. Un humour nonchalant masque le tragique, sans une note de cynisme et d'ironie. Chez Castellas, l'œuvre est fragile, incongrue, ni achevée, ni inachevée. Travailler comme un peintre abstrait - ce qu'il n'est pas - est sa méthode. La peinture se morcelle jusqu'à sa déstructuration et son effacement, métamorphosée au cours d'un processus faisant naître de nouvelles figures. Placées sous le signe de l'étrange, le dénuement de ses constructions sur d'immenses toiles reflète la profondeur vide d'un désœuvrement. » - Stéphanie Delpeuch[36]

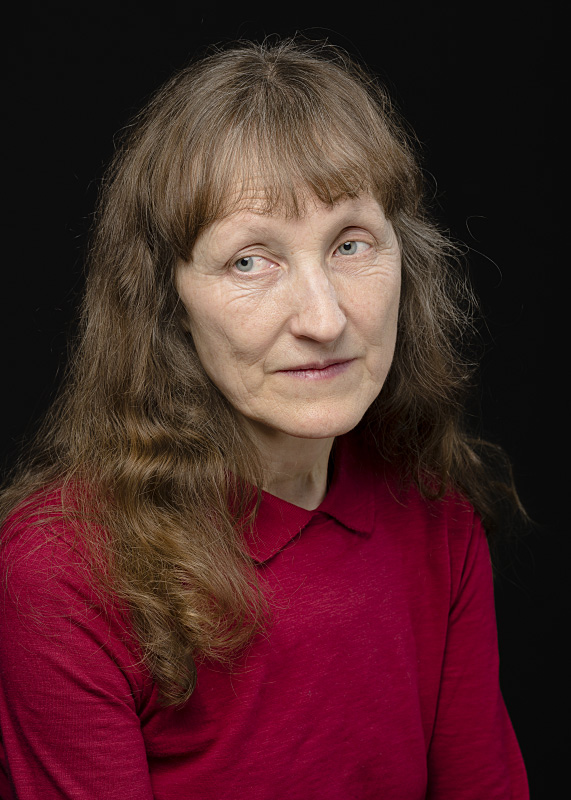
Laurence Chauvy

- « Denis Castellas qui, par ailleurs, reproduit des motifs de papiers peints ou de couvertures, de manière à toujours en revenir à la trame - trame des jours, trame où s'inscrivent les motifs, les lettres -, s'entend à capter l'attention tout en réduisant ses moyens, jusqu'à une expression particulièrement ténue. De la figure, il ne subsiste plus que quelques ombres, la forme ajourée d'une théière très British, une vague allusion à une carriole immobilisée derrière un cheval à l'arrêt. Et les lettres, ces lettres dont la présence sur la toile crée un dialogue entre l'écrit et l'image, la lettre et l'esprit, la poésie et la peinture. » - Laurence Chauvy[20]
- « C'est à la fois ample et turbulent. Il y a aussi comme une certaine douceur des choses. La peinture de Denis Castellas dégage une énergie singulière et c'est en cela qu'elle n'en finit pas de s'imposer au regard. D'émouvoir, en un mot… À la surface de ses tableaux persiste l'effervescence d'un monde d'images, reflets de l'air du temps, entre cinéma, BD, photo, univers du sport… Denis Castellas vit et travaille entre Nice et New York. Ceci explique peut-être cela. Un grand écart entre des polarités picturales contrastées et fondues en une matière qui est sa signature esthétique. » - Frank Davit[58]

## Collections publiques
- Musée Picasso, Antibes :

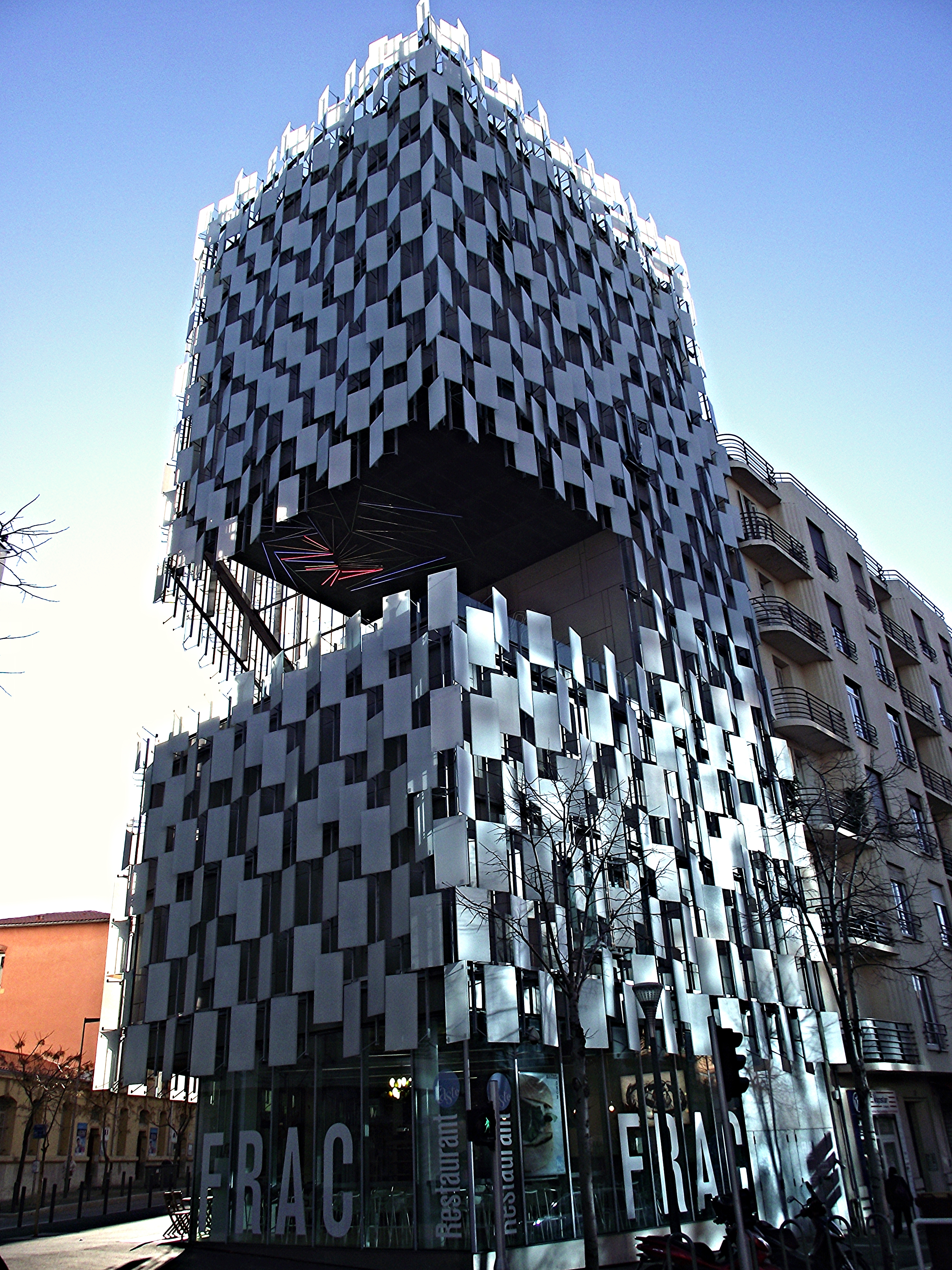
FRAC Provence-Alpes-Côte d'Azur, Marseille

Musée d'Art moderne et d'Art contemporain de Nice

  - Sans titre, peinture sur métal 22x33cm, entre 1984 et 1991[59].
  - Sans titre, sculpture (quatre cannes en bois), 1995[60].
  - Sans titre, huile sur toile 200x200cm, 1998[61].
  - Sans titre sept techniques mixtes sur isorel, 120x120cm chacune, 1998-1999[62].
- Fonds régional d'art contemporain d'Aquitaine, Bordeaux Sans titre, photocopie, peinture, zinc, bois, 61x61x3cm, 1990[58].
- Fonds régional d'art contemporain des Pays de la Loire, Carquefou.
- Fonds régional d'art contemporain de Bourgogne, Dijon[63] :
  - Sans titre, huit éléments, stylo feutre, glycéro, acier galvanisé, photographie, 21x31cm chacun, 1984-1991.
  - Sans titre, bois, carton, enduit, polaroïd, 30x42cm, 1985.
  - Sans titre, carton, laiton, 7x10x6cm, 1986.
  - Sans titre, bois, mastic et polyester, 11x165x4cm, 1987.
  - Sans titre, quatre éléments béton, zinc, fil de fer, 12x23cm ; 9x23cm ; 8x24cm ; 10x25cm, 1987.
  - Sans titre, résine, cuir, 51x16x8cm, 1991.
  - Sans titre, néon, coton enduit, 35x78cm, 1992.
  - Sans titre, goudron, pâte à papier, 18x15x3cm, 1993.
- Base aérienne 125 Istres-Le Tubé, Istres.
- Fonds régional d'art contemporain de Provence-Alpes-Côte d'Azur, Marseille[58] :
  - Sans titre, bois, techniques mixtes, verre, papier calque, 90x81cm ; 143x110cm ; 57x198x11cm.
  - Personnage évoluant dans une sphère, fusain sur toile, 220x220cm, 1995.
  - Personnage coiffé d'un chapeau, fusain sur papier, 49x37cm, 1995.
- Fonds régional d'art contemporain Occitanie, Montpellier :
  - Sans titre, cinq techniques mixtes sur panneaux de contreplaqué, 220x90cm chacune, 1989[58].
  - Sans titre, huile sur toile 200x200cm, 2001[31].
  - Sans titre (Autoportrait de Rembrandt), huile sur toile 220x220cm, 2002[64].
- Musée d'Art moderne et d'Art contemporain de Nice :
  - Sans titre, huile sur toile 180x250cm, 2005.
  - Sans titre, huile sur toile 200x150cm, 2006[41].
  - Grand K - Ou bien, ou bien (portrait de Søren Kierkegaard), huile sur toile 200x180cml, 2008[65].
- Carré d'art, Nîmes :
  - Sans titre, tôle, laque et vis en trois dimensions, 1985[66].
  - Sans titre, métal et carton ondulé, 1986[67].
  - Sans titre, aluminium, kraft et fusain, 1987[68].
- Département des estampes et de la photographie de la Bibliothèque nationale de France.
- Fonds régional d'art contemporain d'Île-de-France, Paris.
- Musée d'Art moderne de la ville de Paris, Dîneurs n°2, huile sur toile 130x230cm, 2006.
- Fonds national d'art contemporain, Puteaux :
  - Sans titre, huile sur toile 220x220cm, 1990[69].
  - Sans titre, technique mixte en sept éléments, 120x120cm chaque, 1998-1999[70].
- Musée d'Art moderne et contemporain de Strasbourg, Sans titre, huile sur toile 200x240cm, 2000[71].

Fondation Maeght, Saint-Paul-de-Vence

## Collections privées
- Ben.
- Fondation Maeght, Saint-Paul-de-Vence[52].
- Bernard Massini[43],[72].
- Nina et Jean-Claude Mosconi[54].
- Anne Roger, Nice[73].

### Articles de presse (sélection)
- Xavier Girard, « Denis Castellas », Artpress, n°56, février 1982.
- Claire Bernsteil, « Denis Castellas : une simple présence », Artpress, n°141, novembre 1989.
- Denis Arnaudet, « Denis Castellas », Artpress, n°224, mai 1997.
- Joseph Mouton, « La vie sauvée de Denis Castellas », Artpress, n°244, mars 1999.
- Philippe Piguet, « Denis Castellas - L'art du peu », L'Œil, ,°505, avril 1999.
- Philippe Dagen, « Au-delà des images, la peinture secrète de Denis Castellas », Le Monde, 8 mai 1999.
- Laurie Attias, « Denis Castellas », Artnews, mai 2001.
- Philippe Dagen, « Les hybridations et les greffes picturales de Denis Castellas » Le Monde, 5 décembre 2003.